# Jo Danville
Joséphine « Jo » Danville est un personnage de fiction de la série Les Experts : Manhattan.
Interprétée par Sela Ward, elle remplace Melina Kanakaredes alias Stella Bonasera.

## Biographie de fiction
Il s'agit d'une ancienne agente du FBI qui s'est fait renvoyer à cause de son collègue qui avait falsifié des preuves concernant un violeur en série nommé « Le violeur de Washington ».
Jo a un fils et une fille adoptive. La mère biologique de sa fille adoptive est en prison (cf. l'épisode 6 de la saison 7 : Jeu de maux).
Dans l'épisode 9 de la saison 8, elle tente d'arrêter un violeur en série mais se fait attraper par celui-ci. Elle finit par le tuer après qu'il a enlevé le chargeur. Jo le tue en prononçant ces mots : « Ils oublient toujours la balle dans la chambre ».
Dans la saison 9, on apprend qu'elle avait une sœur qui est morte 5 ans plus tôt. Le 13 septembre 2008, son cœur a été transplanté dans le corps de Grant Holliston.
D'après les producteurs, il devait être révélé que le personnage de Jo Danville soit la sœur du personnage de Tanya Danville, un personnage apparu lors de l'épisode 3 de la saison 2 (Zoo York), coupable d'homicide. En réalité, Jo Danville devait prouver que les analyses faites à l'époque étaient erronées et voulait impérativement prouver l'innocence de sa sœur. Malheureusement, l'idée n'a pas été retenue en raison des incompatibilités d'emplois du temps des actrices Melina Kanakaredes (dont le personnage de Stella Bonasera devait revenir) et Lesli Kay (Tanya), toutes deux appelées à d'autres engagements.